# 주쉬단
주쉬단(중국어 간체자: 祝绪丹, 정체자: 祝緒丹, 병음: Zhù Xùdān, 한자음: 축서단, 1992년 4월 15일~)은 중화인민공화국의 배우이다. 《삼생삼세 십리도화》 등의 작품에 출연했다.

## 출연작

### 드라마
- 2019년 의천도룡기 2019 (텐센트) - 주지약 역